# Carrauntoohil
De Carrauntoohil of Carrantuohill (Iers-Gaelisch: Corrán Tuathail) is de hoogste berg van Ierland met een hoogte van 1038m. De berg ligt in County Kerry in het zuidwesten van het eiland, en maakt deel uit van de Macgillicuddy's Reeks die in de Ring of Kerry liggen. De berg trekt betrekkelijk veel wandelaars.